# 이이 나오오키
이이 나오오키(일본어: 井伊直興 いい なおおき[*])은 에도 시대 중기의 후다이 다이묘이다. 에도 막부 다이로. 오미 히코네번 제4대 번주 및 제7대 번주. 후에 나오하루(直治), 나오모리(直該)로 개명하였다. 제2대 번주 이이 나오타카의 손자이자 이이 나오쓰나(井伊直縄, 나오타카의 사남)의 장남이다.

## 같이 보기
- 쇼토쿠의 치

| 전임 이이 나오즈미 | 제4대 히코네번 번주 (이이가) 1676년 ~ 1701년 | 후임 이이 나오미치 |

| 전임 이이 나오쓰네 | 제7대 히코네 번 번주 (이이가, 나오모리直該의 이름으로 재임) 1710년 ~ 1714년 | 후임 이이 나오노부 |